# Ariane 6
De Ariane 6 is de zesde generatie draagraket van het Arianeprogramma. De ontwikkeling van de Ariane 6 werd gefinancierd door de ESA, gebouwd door ArianeGroup en geëxploiteerd door Arianespace dat de raketten zal gebruiken voor de lancering van commerciële satellieten. De raket maakte zijn eerste vlucht op 9 juli 2024.

## Chronologie
Het definitieve ontwerp van Ariane 6 werd eind 2014 vastgesteld en sindsdien is de raket in ontwikkeling. De aanvankelijke planning voorzag in een eerste lancering in 2020 en werd later aangepast naar 2021. Ook de nieuwe datum van oktober 2022 werd niet gehaald. Medio juni 2022 werd bekend dat de eerste lancering was uitgesteld tot begin 2023. Medio oktober 2022 werd vervolgens bekendgemaakt dat, indien enkele mijlpalen zouden worden gehaald voor april 2023, de lancering zou plaatsvinden in het eerste kwartaal van 2023. In juni 2023 werd de eerste lancering naar begin 2024 verschoven, later naar juli 2024.
Zo'n vertraging is overigens niet ongebruikelijk. De ontwikkeling van twee concurrerende nieuwe raketten (Vulcan en New Glenn) is ook enkele jaren uitgelopen. Met de Ariane 6 zou de kostprijs voor het lanceren van satellieten tot 6500 kg in een geostationaire baan (GTO) rond de aarde beduidend lager moeten uitvallen dan met de Ariane 5. Toch zou de prijs van €85 miljoen voor een lancering met de Ariane 6.4 en € 69 miljoen met de Ariane 6.2 te hoog zijn om de concurrentie aan te gaan met SpaceX en Chinese Lange Mars-raketten.
De eerste boeking voor een Ariane 6 werd in 2017 gesloten met ESA dat vier Galileo-satellieten wil laten lanceren op twee Ariane 6.2-vluchten. ESA hield de mogelijkheid open om dit door vier Sojoez-raketten van Arianespace te laten gebeuren mocht de Ariane 6 niet op tijd klaar zijn. Doordat de Sojoez sinds de Russische invasie van Oekraïne sinds 2022 niet meer beschikbaar was werden ze omgeboekt naar twee Falcon 9’s van SpaceX. Eén daarvan is reeds gelanceerd.
Het eerste contract voor commerciële lanceringen werd op 11 september 2018 bekendgemaakt. Het betreft een aantal lanceringen voor Eutelsat. De eerste Ariane 6-lancering zal een aantal satellieten voor satelliet-internetbedrijf OneWeb betreffen. Deze vlucht zal in de 6.2-configuratie zijn.
Op 6 mei 2019 maakte ArianeSpace bekend een eerste serie van veertien Ariane 6-raketten bij ArianeGroup te hebben besteld. Hierbij is niet de testraket voor de eerste vlucht inbegrepen.
In 2020 werden de totale voorlopige kosten voor de ontwikkeling van Ariane 6 sinds de start van het programma geraamd op 3,8 miljard euro.

### Testwerkzaamheden
In september en oktober 2022 zijn op meerdere locaties testen uitgevoerd met onderdelen van Ariane 6. Op het Centre Spatial Guyanais werden testen uitgevoerd met het assembleren van de centrale kern van de draagraket en in het testcentrum van het DLR nabij Lampoldshausen in Duitsland werden testen met de Vinci-motoren van de bovenste trap uitgevoerd.
Op 17 oktober 2022 werd voor de eerste keer een volledig geassembleerde versie van Ariane op het lanceerplatform in Kourou geplaatst. Vervolgens werden de mechanische, elektrische en vloeistofverbindingen getest die de draagraket verbinden met het lanceerplatform en werden statische testen met de Vulcain 2.1-hoofdmotoren uitgevoerd.

### Voorbereiding eerste vlucht
Een statische start werd 23 november 2023 met succes uitgevoerd. Hiervoor werd van een volledig geassembleerde Ariane 6 op lanceerplatform ELA-4 de Vulcain-motor gestart en gedurende bijna acht minuten draaiende gehouden. Na deze test werd op 1 december 23 een lanceervenster voor de eerste lancering tussen 15 juni en 31 juli 2024 gepland. Op 12 april 2024 werd de tweede trap voor deze eerste vlucht aan een starttest onderworpen. Diezelfde week was ook de Canopée met daarin rakettrappen voor de eerste vlucht in de haven nabij Kourou gearriveerd. Eind mei werd een richt-tijdsvak voor een eerste lancering in de eerste twee weken van juli 2024 gegeven.

### Eerste vlucht
Op 9 juli om 19:00 UTC werd de raket gelanceerd. De raket bereikte zonder problemen een parkeerbaan om de aarde. Na ruim een uur werd de tweede trap gestart om de gewenste baan voor het afkoppelen van de satellieten te bereiken. Hierop werd de groep satellieten losgelaten. De tweede trap startte daarna niet opnieuw om een hogere baan voor een aantal testdoelen te bereiken en de tweede trap bleef vrijwel in dezelfde baan. 
Een eerste analyse wijst op een storing in de APU die voor de druk in de stuwstoftanks zorgt. Een APU was voor deze functie was nog niet eerder gebruikt in Ariane-raketten. Er wordt onderzocht of de tweede trap op gecontroleerde wijze terug in de dampkring kan worden gestuurd. Desalniettemin beschouwt men de testvlucht als een succes; veruit het grootste deel van de doelstellingen werd behaald. De oorzaak van niet nogmaals herstarten van de tweede trap werd gevonden in een overschrijding begrenzingswaarden van de temperaturen in de motor. Een softwarematige aanpassing van de sequentie die de ontsteking van de motor voorbereidt moet dit probleem een volgende keer voorkomen.

### Tweede vlucht
De tweede vlucht vertraagde ondertussen naar 6 maart 2025. De lancering verliep uiteindelijk vlekkeloos.

## Configuraties
De Ariane 6 kan voorlopig in twee configuraties worden gelanceerd: de A62-uitvoering met twee vastebrandstofboosters en een zwaardere uitvoering A64 met 4 vastebrandstofboosters.
De lichtere A62 is een medium-lift-configuratie die samen met de krachtiger uitvoeringen van de Vega-raket (Vega C en de toekomstige Vega E) de Ariane-Sojoez op den duur overbodig moest maken. De Sojoez was vanaf 2022 al niet meer beschikbaar. De A64-configuratie vervangt de krachtiger Ariane 5.

## Integratie
Wanneer de eerste en tweede trap aankomen op het Centre Spatial Guyanais (CSG) bij Kourou in Frans-Guyana worden deze in een horizontale integratiehangar aan elkaar gemonteerd. Daarna wordt de raket naar lanceerplatform ELA-4 (Ensemble de Lancement Ariane) verplaatst waar deze overeind wordt gehesen en tussen de reeds op het platform klaargezette side-boosters wordt geplaatst. Op ELA-4 is een mobiele, verticale integratiehangar met daarin een takel die over het lanceerplatform heen staat. Op die plek wordt ook de neuskegel met de vracht op de raket gemonteerd. Ook wordt de raket aangesloten op de tank- en lanceersystemen. Daarna wordt de mobiele integratiehangar weg van het lanceerplatform gereden en staat de raket klaar voor de inwerkingstelling van de lanceersequentie.

## Ontwikkeling

### Motoren
Voor de Ariane 6 zijn drie types raketmotoren ontwikkeld. De P120C-vastebrandstofmotor voor de boosters, de Vulcain 2.1-hoofdmotor en de Vinci voor de bovenste trap. In oktober 2020 waren deze alle getest en goedgekeurd voor gebruik.

#### P120C
De side-boosters, vaste brandstofmotoren van het type P120C worden ook toegepast als eerste trap van de Vega C, een krachtiger uitvoering van de Vega die in 2022 in gebruik genomen zou moeten worden. Dit levert een besparing op de ontwikkelingskosten op. De P120C is de grootste vastebrandstofmotor uit één stuk die ooit werd gebouwd.
Op 16 juli 2018 werd de eerste P120C op lanceerplatform ELA-1 (Vega-platform) van het Centre Spatial Guyanais aan een Static Fire-test onderworpen. Op 28 januari 2019 werd deze test herhaald. Deze eerste twee P120C's waren naar Vega-C-specificaties gebouwd. Op 7 oktober 2020 werd ook een P120C Ariane 6-sidebooster getest.

##### P160C
Op 31 maart 2022 werd door ESA de voorgenomen ontwikkeling van een grotere versie van de P120 aangekondigd. Deze zal een meter langer zijn en een extra 14.000 kilogram vaste brandstof bevatten. Het vrachtvermogen van een Ariane A64 zou hierdoor met zo’n 2000 kilogram, voor wat ESA een "typische constellatie missie" noemt, moeten toenemen. Deze variant zal ook als upgrade voor de Vega-C en Vega-E worden gebruikt.
In 2022 werd deze vergrote booster nog P120C+ genoemd. In maart 2024 heette deze inmiddels P160C.

#### Vulcain 2.1
De Vulcain-motor wordt geproduceerd door Snecma Moteurs uit Frankrijk, Avio uit Italië en GKN uit Zweden. De eerste Vulcain 2.1-hoofdmotor is in 2018 en 2019 op het testterrein van de DLR in het Duitse Lampoldshausen getest. Het is een gemoderniseerde versie van de Vulcain die als hoofdmotor van de Ariane 5 werd gebruikt. De straalpijp is steviger en moderne technieken als 3D-printen worden toegepast in de productie. De ontsteking vindt plaats vanaf de grond in plaats van in de motor zelf, wat de motor simpeler houdt.

#### Vinci
De upperstage van de Ariane 6 zal door de nieuwe Vinci-motor worden aangedreven. De ontwikkeling van deze motor begon in 2006 en was aanvankelijk als een upgrade voor de Ariane 5 bedoeld. De Vinci heeft dezelfde specifieke impuls als de RL10 van Aerojet Rocketdyne (Centaur, Delta IV, SLS) maar levert 64% meer stuwkracht. In oktober 2018 werd de testfase van de Vinci succesvol afgerond na 15 minuten achter elkaar te hebben gebrand en is deze gecertificeerd voor gebruik.

### Neuskegel
De neuskegel wordt geleverd door Beyond Gravity (het eerdere RUAG Space) uit Zwitserland dat marktleider is op het gebied van de productie van grote neuskegels.

### Lanceerplaats

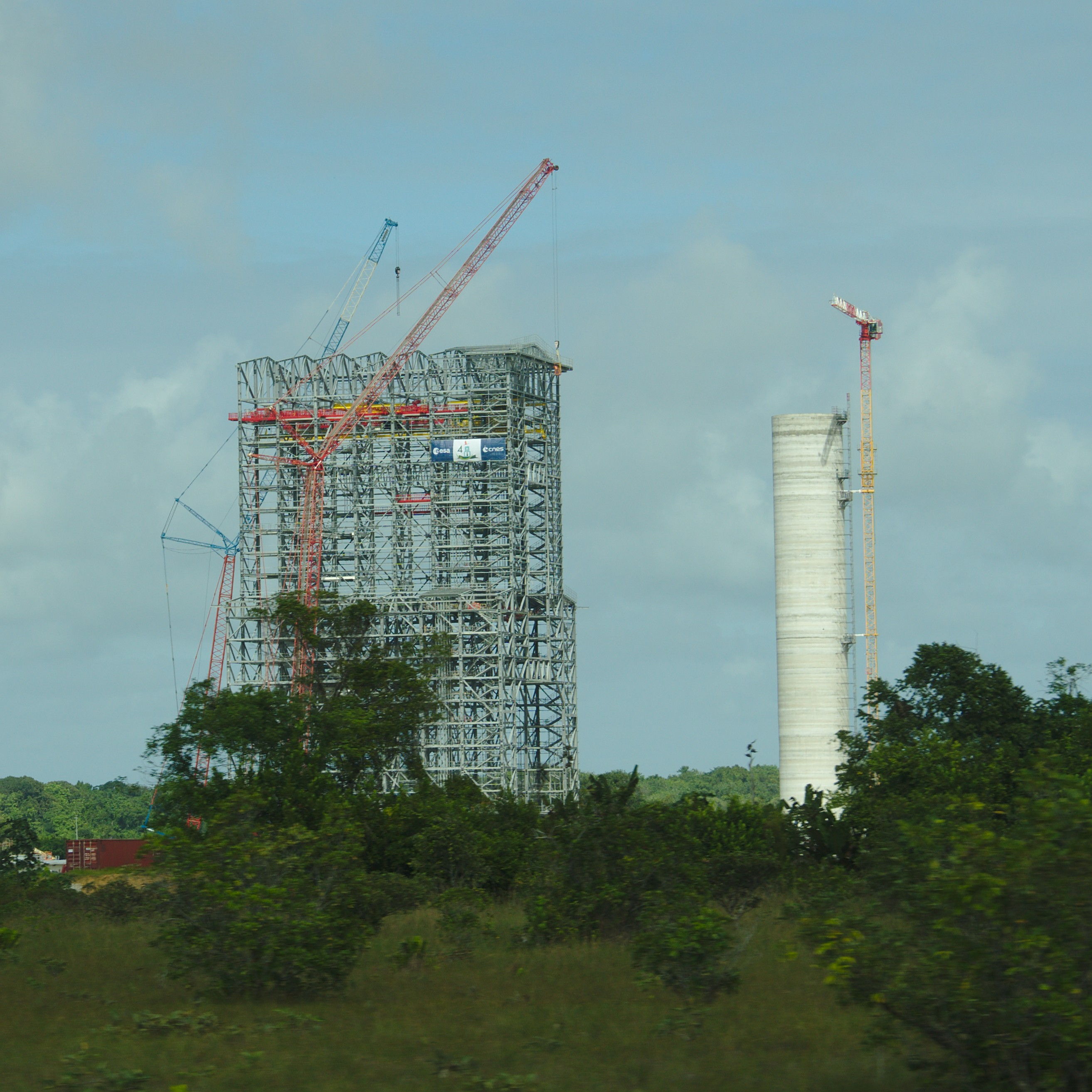
Lanceerplaats Ariane 6 in aanbouw in 2019

Net als voorgaande Ariane-raketten zal de Ariane 6 vanaf het Centre Spatial Guyanais in Frans-Guyana worden gelanceerd. In 2016 werd gestart met de aanleg van het nieuw te bouwen lanceerplatform (ELA-4) en in september 2021 werd het lanceercomplex geopend. De belangrijkste elementen bestaan uit het lanceerplatform met twee uitlaatkanalen, het mobiele portaal en het assemblagegebouw van het lanceervoertuig. De uiteindelijke integratie van Ariane 6 zal plaatsvinden in het mobiele portaal zoals dat ook gebeurt bij Sojoez en Vega.

### Transport

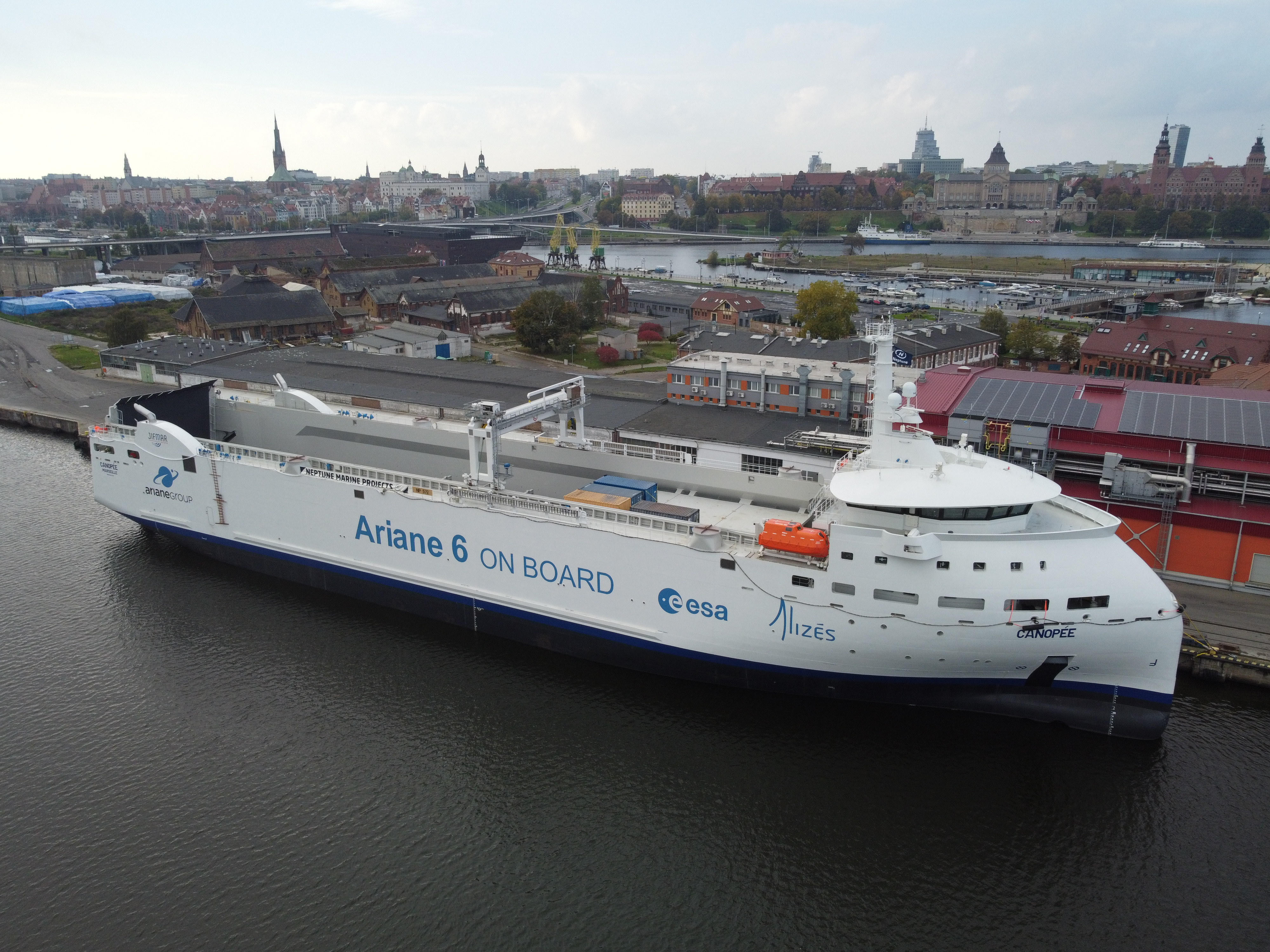
Canopée

Voor het transport van rakettrappen van de Ariane 6 vanuit Europa naar Kourou liet ArianeGroup de Canopée, een deels windaangedreven vrachtschip bouwen bij de Stoczina-scheepswerf in Szczecin, Polen. De romp van het schip was in de zomer van 2022 voltooid en te water gelaten. Het schip werd afgebouwd bij Neptune in Hardinxveld-Giessendam. Daar werden o.a. de bekabeling, navigatieapparatuur en het interieur ingebouwd. Vervolgens werden proefvaarten op zee uitgevoerd om te controleren of alle elektrische, voortstuwings- en veiligheidssystemen correct functioneerden. Het zeewaardigheidscertificaat werd op 23 december 2022 afgegeven.
Canopée bereikte op 13 januari 2023 voor het eerst de haven van Pariacabo in Frans-Guyana nadat ze op 27 december 2022 uit Rotterdam was vertrokken. Eind juli 2023 werden de masten en zeilen geplaatst door AYRO in Caen, Frankrijk

## Doorontwikkeling
In een informatievideo uit 2022 gaf ArianeGroup te kennen een aantal toekomstige upgrades te willen ontwikkelen.

### ASTRIS
ArianeGroup wil een kickstage genaamd ASTRIS aan de Ariane 6 kunnen toevoegen om satellieten en ruimtesondes rechtstreeks in moeilijker te bereiken banen en trajecten te plaatsen of om de mogelijkheden te vergroten voor het lanceren van meerdere satellieten naar verschillende banen op een vlucht.

### Multi Launch System
Ook ontwikkelt ArianeGroup de MLS-vrachtadapter die bedoeld is om grotere hoeveelheden lichtere satellieten op de raket te monteren.

### PHOEBUS- en ICARUS-trap
ArianeGroup ontwikkelt in opdracht van ESA sinds 2022 een lichtgewicht tweede trap van koolstofvezel voor de Ariane 6. Het gaat in eerste instantie om een verkleind testmodel en nog niet om een productiemodel op ware grote. De PHOEBUS wordt gebouwd door het Duitse MT Aerospace in samenwerking met het Duitse ruimtevaartagentschap DLR. PHOEBUS staat voor Prototype for a Highly OptimizEd Black Upper Stage. De PHOEBUS moet als prototype de basis leggen voor de ICARUS-trap.

### Prometheus-motoren
ArianeGroup wil de Vulcain 2.1 in de toekomst vervangen door twee Prometheus-motoren om de prestaties van de eerste trap te verbeteren en de kosten omlaag te brengen.

### Herbruikbare boosters
ArianeGroup wil de P120C+-vastebrandstofboosters op den duur vervangen door vloeibarebrandstofboosters. Deze moeten worden voorzien van een landingsgestel (vergelijkbaar met dat van de Falcon 9) om te kunnen worden hergebruikt.

### SUSIE
SUSIE, oftewel Smart Upper Stage for Innovative Exploration, is de herbruikbare module waarmee Ariane 6 bemanningen naar een lage baan om de Aarde moet kunnen lanceren. Ook krijgt deze achter de bemanningscapsule een ruim met deuren die geopend kunnen worden voor ruimte-experimenten. Na terugkeer in de dampkring maakt SUSIE een verticale propulsieve landing.

## Nederlandse en Belgische bijdrage
Voor de ontwikkeling van Ariane 6 werkt ESA samen met meer dan zeshonderd bedrijven in dertien Europese landen waaronder België en Nederland. De ophangingsframes die de krachten van de motoren van de eerste en tweede trap op de rest van rakettrap overbrengen, zijn bij Airbus Defence and Space in Oegstgeest ontwikkeld en worden daar ook geproduceerd.. In België zijn drie bedrijven betrokken: SABCA in Brussel zal de 'thrust vector control systems' leveren, het Luikse Safran Aero Booster levert vloeistofregelkleppen voor de voortstuwing van de motoren, en Thales Alenia Space levert elektronische apparatuur.

## Trivia
- Bij de aftelsequentie van de Ariane 6 is het moment T 0 het moment waarop de raket de vastebrandstof hulpraketten ontsteekt en opstijgt. De Vulcain 2.1 wordt bij T -7 seconden gestart. Hiermee wijkt de aftelsequentie af van die van Ariane 5, die bij T 0 de Vulcain startte en bij T +7 seconden de vastebrandstofboosters ontstak en opsteeg.[19]

Ariane 1 · 
Ariane 2 ·
Ariane 3 ·
Ariane 4 ·
Ariane 5 ·
Ariane 6

Zie ook: Arianespace · Centre Spatial Guyanais